# Ruta Estatal de Arizona 78
La Ruta Estatal de Arizona 78, y abreviada SR 78 (en inglés: Arizona State Route 78) es una carretera estatal estadounidense ubicada en el estado de Arizona. La carretera inicia en el Oeste desde la US 191  , SR 75   en Three Way hacia el Este en la US 180     en Cliff. La carretera tiene una longitud de 55,8 km (34.68 mi).

## Mantenimiento
Al igual que las autopistas interestatales, y las rutas federales y el resto de carreteras estatales, la Ruta Estatal de Arizona 78 es administrada y mantenida por el Departamento de Transporte de Arizona por sus siglas en inglés ADOT.